# Come un gatto in tangenziale - Ritorno a Coccia di Morto
Come un gatto in tangenziale - Ritorno a Coccia di Morto è un film del 2021 diretto da Riccardo Milani. È il sequel del film Come un gatto in tangenziale (2017).

## Trama
Sono passati tre anni dalla breve relazione tra Monica e Giovanni: i due si sono lasciati ed hanno perso i contatti, mentre i loro figli si incontrano per puro caso a Londra, dove vivono; Agnese per studio e Alessio per lavoro. Nel frattempo Monica, a causa di un furto eseguito dalle gemelle, che hanno occultato la refurtiva nel suo locale "Pizza e Samosa", viene incriminata e finisce nel Carcere di Rebibbia. Per evitare di deludere suo figlio Alessio è dunque costretta a chiedere aiuto a Giovanni, il quale sta lavorando al progetto del Centro Culturale "SpazioVivo", nella periferia di Roma, assieme alla sua nuova giovane e rampante compagna, Camilla. Grazie all'aiuto di Giulio, Giovanni riesce a far commutare la pena di Monica in un periodo di servizi socialmente utili da scontare presso una Comunità di recupero parrocchiale che, per ironia della sorte, si trova proprio accanto al Centro Culturale.
L'impatto iniziale per Monica è tragico a causa della presenza e del rigore di Suor Maria Catena, e delle restrizioni a cui è sottoposta; nel frattempo Giovanni si barcamena tra lei, e Camilla, che vorrebbe organizzare un evento d'inaugurazione del Centro all'insegna della mondanità e del lusso per compiacere i numerosi sponsor. Successivamente Monica conosce don Davide, l'affascinante sacerdote che gestisce la Comunità, totalmente devoto alle cause sociali e definito, da un'invaghita Luce, "molto pio", ed anche lei ne rimane in qualche modo ammaliata, cosa che scatena la latente gelosia di Giovanni.
Intanto Pamela e Sue Ellen, a causa di un passato "incidente" con Er Piranha, si ritrovano ancora nei guai, e Monica è costretta a chiedere aiuto a Sergio che organizza uno scambio di "prigionieri" per riportarle a casa.
Giovanni, spinto dalla gelosia, decide di unirsi a Monica e don Davide in alcune missioni di carità, acquisendo così una nuova consapevolezza sui problemi sociali per contrastare i quali il Centro Culturale dovrebbe nascere, ma totalmente ignorati da Camilla e dagli sponsor. Monica e Giovanni hanno così modo di riavvicinarsi, e lui la porta a fare un meraviglioso giro notturno per Roma, arrivando tramite un passaggio segreto sul retro della Fontana di Trevi. Al rientro Monica sorprende don Davide che si sta preparando per un'azione forzata, mirata a ridare la corrente elettrica, interrotta dalle Autorità, ad un condominio occupato abusivamente e si unisce a lui. La missione riesce, ma causa per contro un blackout in tutta la città e danni anche alle installazioni del Centro Culturale mandando a monte l'inaugurazione e provocando il ritiro dei finanziamenti da parte degli sponsor. Quando Giovanni scopre che Monica e don Davide ne sono i responsabili i due hanno un furioso litigio in seguito al quale si separano nuovamente; durante un giro per il quartiere Monica si imbatte nelle varie performance che erano state organizzate dal Centro Culturale "Spazio Vivo", e con occhi diversi, e con nuova consapevolezza, comprende le motivazioni culturali e sociali al centro del progetto. Poco dopo Giovanni scopre che don Davide ha ricevuto una ingiunzione dalla ASL per cui non può più allestire in chiesa la consueta mensa per i poveri in seguito alla denuncia dei residenti del quartiere da sempre contrari alle loro opere caritatevoli, e decide così di mettere a disposizione della Comunità lo spazio ormai abbandonato del Centro Culturale, ma in regola con tutti i permessi. Questo lo riavvicinerà a Monica, e i due, dopo una notte d'amore, decideranno di stare insieme definitivamente.
Il ritorno di Monica a Bastogi è accolto con gran euforia e calore da tutti e una volta a casa lei scopre che le gemelle, in sua assenza, hanno subaffittato la stanza di Alessio a dieci immigrati indiani.   
Durante i festeggiamenti per il suo ritorno, Monica, in vista del rientro di Alessio, propone a Giovanni  di organizzare un pranzetto "intimo" a Coccia di Morto per rendere pubblica la loro relazione al figlio e alle proprie famiglie. L'arrivo di Alessio è però accompagnato da una sorpresa: Agnese è con lui. Così scoprono che i due ragazzi stanno di nuovo insieme e che lei è incinta. Dopo un iniziale momento di disorientamento e sconforto, i due si prendono per mano, facendo intendere l'imminente ed inevitabile annuncio della loro relazione.

## Promozione
Il primo trailer del film è stato distribuito il 13 luglio 2021.

## Distribuzione
Il film viene distribuito in anteprima il 14 e 15 agosto 2021 per poi uscire definitivamente nelle sale italiane il 26 agosto.

## Riconoscimenti
- 2022 - David di Donatello
  - Candidatura David Giovani
- 2022 - Nastro d'argento
  - Miglior film commedia
  - Candidatura Miglior regista a Riccardo Milani
- 2022 - Premio Flaiano
  - Miglior interpretazione a Antonio Albanese
- 2021 - Ciak d'oro
  - Candidatura Miglior film
  - Candidatura Miglior attore protagonista a Antonio Albanese
  - Candidatura Miglior attrice protagonista a Paola Cortellesi
  - Candidatura Miglior attrice non protagonista a Sonia Bergamasco